# 克拉马站
克拉马站是法国的一个铁路车站，位于巴黎西南部郊区的克拉马，属于第二收费区（Zone 2）。

## 位置
克拉马站位于克拉马市区的北部，巴黎－布雷斯特铁路5.147公里处。车站大致呈东西走向，主站房位于铁路南侧，北侧亦可通过人行天桥进出车站。

## 设施
克拉马站设有人工售票窗口，其开放时间如下：
- 周一至周六：6:00~次日1:00
- 周日：13:45~20:15
- 节假日：8:00~次日1:00

此外，克拉马站站内还设有自动售票机等设施。

## 停靠线路
以下列车线路在克拉马站停靠：
| 克拉马站列车线路表（区域线路）    |        |           |               |      |
| 起点                              | 上一站 | 线路      | 下一站        | 终点 |
| 塞夫尔/杭布叶/普雷西尔/芒特拉若利 | 默东   | [T] · [N] | 旺夫-马拉科夫 | 巴黎 |

## 配套交通

### 长途客车
克拉马站附近暂无固定客运线路，当Transilien施工或罢工时，SNCF可能会提供途径该线路沿途站点的临时大巴车，其车票可与SNCF的同线路车票通用。

### 市内交通
| 克拉马站附近的市内公共交通线路 |                   | |
| 公交车站名称                   | 位置              | 停靠线路 |
| Gare de Clamart 克拉马站       | 克拉马站南侧      | - - 394路：皇后堡-快铁站 → 伊西雷穆利诺-快铁塞纳河谷站                                                                                |
| Gare de Clamart 克拉马站       | 克拉马站北侧      | - - 169路：布洛涅比扬古-塞夫尔桥站 ↔ 巴黎-乔治·蓬皮杜欧洲医院 - 394路：伊西雷穆利诺-快铁塞纳河谷站 → 皇后堡-快铁站                    |
| Hébert - Gare 埃贝尔-火车站    | 克拉马南侧150米外 | - - 189路：巴黎-圣克卢门 ↔ 克拉马-乔治·蓬皮杜 - Clamibus：克拉马-克拉马站 ↔ 昂德雷·沙雷社区 - - 62路：巴黎-蒙帕纳斯站 ↔ 罗班松-快铁站 |
| 1. 2.                          |                   | |

### 社会车辆
克拉马站门口设有社会车辆停车场。

## 临近车站
| 克拉马站（Gare de Clamart）    |                    |          |
| 上行车站                       | 线路               | 下行车站 |
| 旺夫-马拉科夫站                | 巴黎－布雷斯特铁路 | 默东站   |
| - 本表仅显示运营中的线路及车站 |                    |          |